# Euphrasia rivularis
Euphrasia rivularis är en snyltrotsväxtart som beskrevs av Herbert William Pugsley. Euphrasia rivularis ingår i släktet ögontröster, och familjen snyltrotsväxter. Inga underarter finns listade i Catalogue of Life.